# 争取革命的劳动者党建设解放派全国协议会
争取革命的劳动者党建设解放派全国协议会（日语：／），简称解放派全协，通称劳对派，是日本历史上的一个新左翼党派，属于社青同系。1981年，社青同解放派分裂为主流派（革命的劳动者协会（社会党社青同解放派））和非主流派（争取革命的劳动者党建设解放派全国协议会）。警察白书称其为“极左暴力集团”，媒体则称其为“过激派”。

## 简介
1977年2月，社青同解放派的首席总务委员中原一（笠原正义）被当时的敌对组织革马派杀害，该事件导致主张彻底报复的军事路线倾向的狭间嘉明等学生活动家出身的狭间派（少数派）与重视大众斗争和工人运动的以泷口弘人为中心的工人集团（劳对派、多数派）之间产生对立。1980年9月，狭间派对劳对派进行武装袭击，1981年6月，劳对派从社青同解放派分裂出来，并于1984年成立“争取革命的劳动者党建设解放派全国协议会”。这次分裂使社青同解放派实际上停止运作。
劳对派的名称来源于以革劳协劳对部为中心的派系。关于该名称的起源，有一种说法认为该称呼是与社青同解放派对立的革马派使用的，用于分析社青同解放派内部争斗和分裂的分类名称（革马派在其机关报上早已使用“劳对部官僚”的称呼）。
该组织的领导人是泷口弘人（1999年去世）和高见圭司。机关刊物是《解放的通信》《连带》（原《无产阶级革命》月刊）。活动据点是连带社。
由于社青同解放派的创始人泷口弘人担任该组织的领导人，因此该组织的思想基本上与分裂前的社青同解放派相同。
该组织的官方网站已长期未更新。2020年9月，该组织宣布已达到“某一阶段性成果”，以及编辑委员会成员接连去世，因此宣布“休刊”；从此，该组织事实上停止活动。